# Achnatherum calamagrostis
Achnatherum calamagrostis — вид квіткових рослин родини злакових (Poaceae). Ареал: Марокко, Європа (Австрія, Швейцарія, Чехія, Німеччина, Албанія, Болгарія, Греція, Хорватія, Італія, Румунія, Сербія, Словенія, Іспанія, Франція) та Азія (Китай, Монголія, Росія).

## Екологія
Населяє скелясті схили вапнякових гір.

## Біоморфологічна характеристика

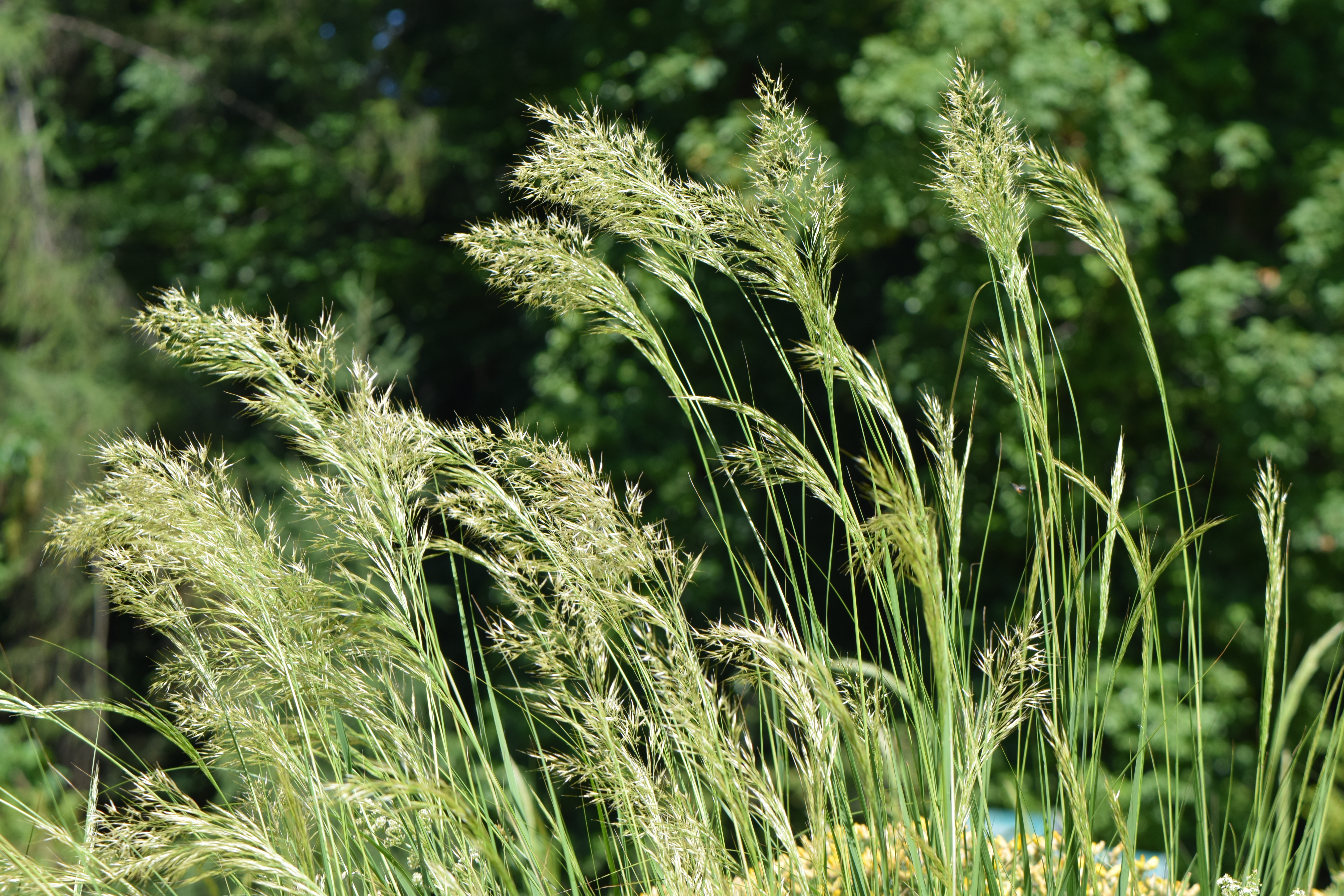

Багаторічна рослина заввишки від 50 до 120 см, гола, зі злегка повзучим кореневищем, що дає конічні бруньки. Стебло жорстке. Листки до 7 мм ушир, довгі, жорсткі, згорнуті на кінці, зверху шорсткі, знизу гладкі; язичок ≈ 0.5 мм, усічений. Волоть розлога, 12–40 см завдовжки, злегка нахилена, спочатку срібляста потім коричнева. Колоски одноквіткові. Нижня луска довжиною 7–9 мм, верхня коротше. Леми 4–5 мм завдовжки. Пиляки 3.5–4 мм завдовжки, світло-жовті.